# Rozmieszczenie geograficzne języka hiszpańskiego
Rozmieszczenie geograficzne języka hiszpańskiego lub języka kastylijskiego (określane również terminem Hispanofonia) oznacza analizę rozmieszczenia ponad 500 milionów użytkowników tego języka na świecie. Jest językiem oficjalnym wielu krajów, głównie w Stanach Zjednoczonych, Ameryce Łacińskiej, Afryce i na Półwyspie Iberyjskim.

## Język hiszpański jako język mówiony
Po hiszpańsku mówi się w 135 krajach lub terytoriach, chociaż głównie w 55 z nich, jest językiem najczęściej używanym w 27:
- Ameryka Północna (2): Stany Zjednoczone i Meksyk.
- Ameryka Środkowa (7): Gwatemala, Salwador, Belize, Honduras, Nikaragua, Kostaryka i Panama.
- Karaiby (5): Kuba, Dominikana, Portoryko i w mniejszej mierze Antyle Holenderskie i Wyspy Dziewicze Stanów Zjednoczonych.
- Ameryka Południowa (9): Kolumbia, Wenezuela, Ekwador, Peru, Boliwia, Paragwaj, Urugwaj, Argentyna i Chile.
- Europa (3): Hiszpania, Andora i w mniejszej mierze Gibraltar.
- Afryka (6): Ceuta, Melilla, Wyspy Kanaryjskie, Maroko, Gwinea Równikowa i Sahara Zachodnia.
- Azja (1): Filipiny.
- Oceania (1): Wyspa Wielkanocna.

## Język hiszpański jako język urzędowy
Hiszpański jest językiem mniejszości narodowej
     Hiszpański jest jedynym językiem urzędowym
     Hiszpański jest jednym z języków urzędowych

Państwa, gdzie hiszpański jest językiem urzędowym
Hiszpański jest językiem mniejszości narodowej
Hiszpański jest jedynym językiem urzędowym
Hiszpański jest jednym z języków urzędowych

W następujących krajach język hiszpański ma status języka urzędowego (w nawiasie szacunkowa liczba użytkowników w 2006 roku):
| Według liczby użytkowników |
| --- |
| 1. Meksyk (107 449 525) 2. Kolumbia (45 600 000) 3. Hiszpania (44 700 000) 4. Argentyna (39 248 000) 5. Peru (27 191 000) 6. Wenezuela (26 021 000) 7. Chile (15 795 000) 8. Gwatemala (14 325 000) 9. Kuba (11 285 000) 10. Ekwador (10 946 000) 11. Dominikana (8 850 000) 12. Honduras (7 267 000) 13. Boliwia (7 010 000) 14. Salwador (6 859 000) 15. Nikaragua (5 503 000) 16. Paragwaj (4 737 000) 17. Kostaryka (4 220 000) 18. Portoryko (4 017 000) 19. Urugwaj (3 442 000) 20. Filipiny (3 200 000) (język urzędowy od 2008 r.) 21. Panama (3 108 000) 22. Gwinea Równikowa (1 120 000) |

## Język hiszpański bez statusu języka urzędowego
W kolejnej tabeli można zobaczyć liczbę użytkowników języka hiszpańskiego (jako język ojczysty, jako drugi język i jako język obcy) w 2006 roku, w krajach, w których hiszpański nie jest językiem urzędowym. 
Kraje, w których nie jest urzędowym, ale jest używany przez ponad 100 000 osób (18): Niemcy, Francja, Wielka Brytania, Włochy, Rosja, Szwecja, Szwajcaria, Maroko, Izrael, Filipiny, Antyle Holenderskie, Trynidad i Tobago, Stany Zjednoczone, Jamajka, Haiti, Kanada, Brazylia i Australia. Poza tym są dwa kraje, w których hiszpański jest głównym językiem mówionym i pozbawionym statusu urzędowego: Belize i Andora.
W kolejnych 8 krajach lub terytoriach hiszpański jest używany przez ponad 10% ludności: Aruba, Kajmany, Malwiny (Falklandy), Wyspy Dziewicze Stanów Zjednoczonych, Turks i Caicos, Gibraltar, Watykan i Sahara Zachodnia.

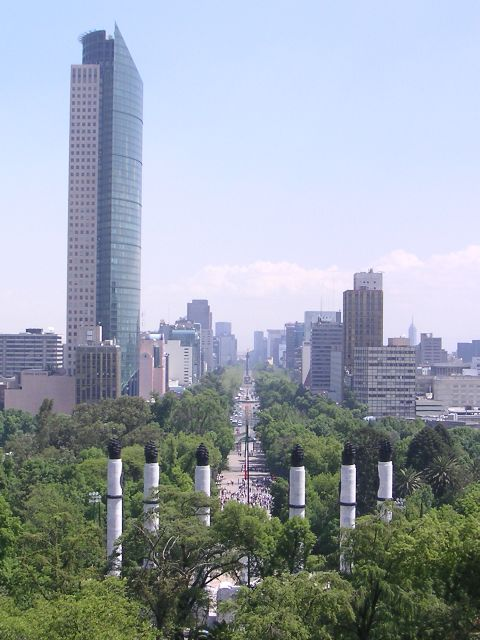
Miasto Meksyk, Dystrykt Federalny; Największe hiszpańskojęzyczne miasto świata

| Państwo           | Liczba     | Procent |
| ----------------- | ---------- | ------- |
| Stany Zjednoczone | 44 136 929 | 14,75%  |
| Francja           | 2 000 000  | 3,10%   |
| Brazylia          | 1 015 056  | 0,55%   |
| Kanada            | 429 293    | 1,30%   |
| Maroko            | 360 706    | 1,09%   |
| Belize            | 206 404    | 73,72%  |
| Andora            | 50 322     | 70,06%  |

### Stany Zjednoczone: język urzędowy de facto

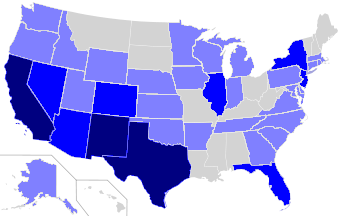
Mapa obszaru występowania języka hiszpańskiego w USA

W Stanach Zjednoczonych język hiszpański dzieli status języka urzędowego z językiem angielskim na Portoryko, a w stanie Nowy Meksyk cieszy się ochroną konstytucyjną, chociaż ta właśnie konstytucja nie ustanawia żadnego języka urzędowego. Na tych terytoriach język hiszpański liczy najwięcej użytkowników rodzimych (jako język ojczysty) w stosunku do ogółu ludności. W Teksasie hiszpański jest językiem urzędowym de facto razem z angielskim, w tym stanie również nie istnieje status języka urzędowego. W Nevadzie i Arizonie hiszpański jest drugim językiem mówionym i jego sytuacja zależy od liczby użytkowników. Stany Kalifornia, Floryda i Nowy Jork także biorą pod uwagę miliony użytkowników języka hiszpańskiego je zamieszkujących, ale bez uznania hiszpańskiego za język urzędowy.
Amerykańskie dane statystyczne wskazują, że 1 lipca 2006 Stany Zjednoczone zamieszkiwało 44 321 038 użytkowników języka hiszpańskiego, co stanowiło 14,8% całkowitej ludności (ta liczba nie uwzględnia nielegalnych imigrantów, w takiej sytuacji całkowita liczba mówiących po hiszpańsku przekracza 50 milionów).
Według badań urzędów statystycznych w 2005 roku 12% ludności Stanów Zjednoczonych to rodzimi użytkownicy hiszpańskiego (mówią po hiszpańsku w domu) . Z reszty większość używa hiszpańskiego jako drugiego języka z większą lub mniejszą jego znajomością .
Z drugiej strony język hiszpański jest językiem najczęściej uczonym w szkołach jako język obcy, według danych Instytutu Cervantesa, ponad 6 milionów uczniów uczy się hiszpańskiego, w związku z tym liczba ludności niehiszpańskiej, która używa tego języka jest dziś jeszcze większa i stale rośnie.
Stany z największą koncentracją ludności hiszpańskiej w 2005 i 2006 roku są następujące:
| 2006 | 2005 |
| --- | --- |
| 1. Nowy Meksyk (860 688) 44,03% 2. Kalifornia (13 074 156) 35,86% 3. Teksas (8 385 139) 35,67% 4. Arizona (1 803 378) 29,25% 5. Nevada (610 052) 24,45% 6. Floryda (3 646 499) 20,16% 7. Kolorado (934 413) 19,66% 8. Nowy Jork (3 139 456) 16,26% 9. New Jersey (1 364 696) 15,64% 10. Illinois (1 886 933) 14,70% 11. Utah (286 113) 11,22% 12. Connecticut (391 935) 11,18% 13. Rhode Island (117 701) 11,02% 14. Oregon (379 038) 10,24% 15. Idaho (138 870) 9,47% 16. Waszyngton (581 357) 9,09% 17. Kansas (237 426) 8,59% 18. Dystrykt Kolumbia (47 774) 8,22% | 1. Nowy Meksyk (837 390) 43,42% 2. Kalifornia (12 722 962) 35,21% 3. Teksas (8 029 844) 35,13% 4. Arizona (1 692 930) 28,50% 5. Nevada (568 356) 23,54% 6. Floryda (3 467 455) 19,49% 7. Kolorado (907 768) 19,46% 8. Nowy Jork (3 101 626) 16,11% 9. New Jersey (1 327 413) 15,23% 10. Illinois (1 826 283) 14,31% 11. Connecticut (382 145) 10,89% 12. Utah (268 234) 10,86% 13. Rhode Island (115 344) 10,72% 14. Oregon (359 785) 9,88% 15. Idaho (129 880) 9,08% 16. Waszyngton (551 371) 8,77% 17. Dystrykt Kolumbia (47 272) 8,59% 18. Kansas (228 250) 8,32% |

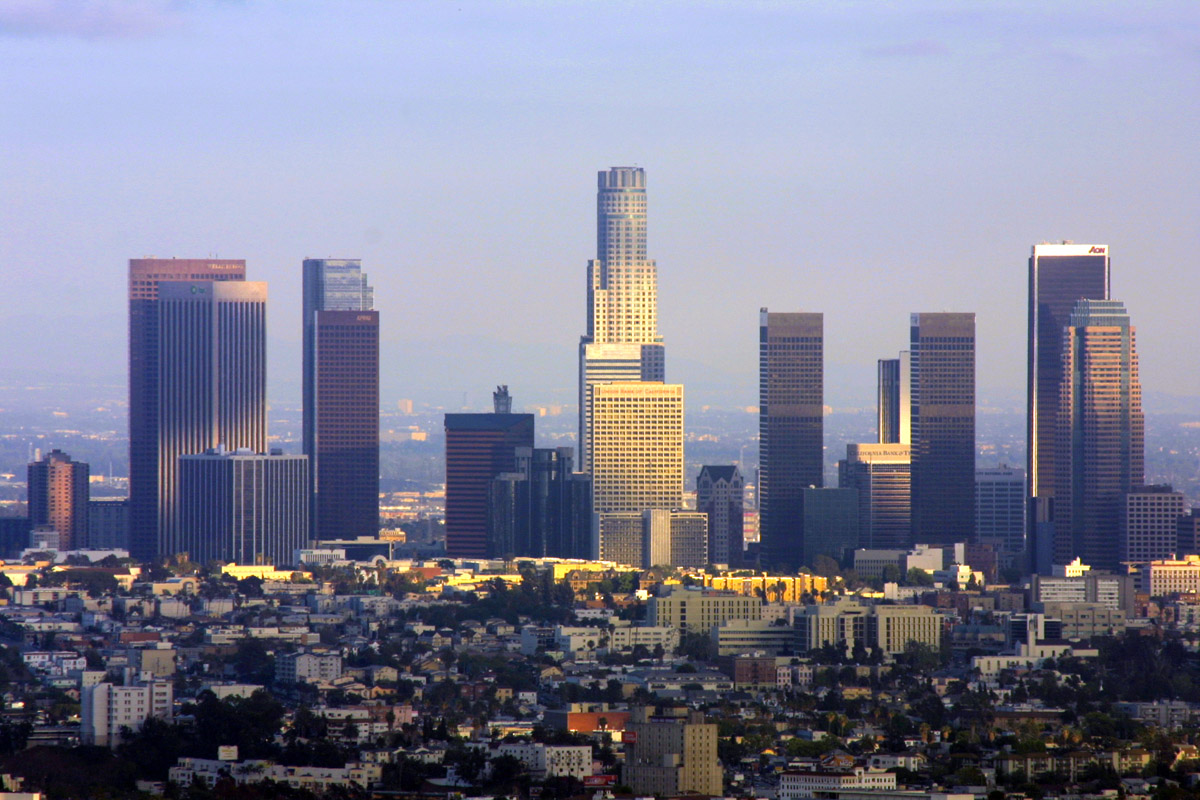
Los Angeles; znaczna koncentracja ludności hiszpańskiej bez statusu urzędowego języka hiszpańskiego

W tych 18 stanach znajduje się 85,3% całkowitej ludności mówiącej po hiszpańsku w USA.

#### Nowa większość hiszpańska w Nowym Meksyku
W stanie Nowy Meksyk od 1 lipca 2006 ludność pochodzenia hiszpańskiego stała się większością, w wyniku największego przyrostu ludności; taki stan rzeczy zdarzył się ostatni raz w 1850 roku, dwa lata po włączeniu do Stanów Zjednoczonych.
| Hispanos                                           | rasa kaukaska | rasa czarna | Indianie | rasa żółta | Hawajczycy | Dwie lub więcej ras |
| -------------------------------------------------- | ------------- | ----------- | -------- | ---------- | ---------- | ------------------- |
| 860 688                                            | 836 006       | 36 416      | 173 860  | 23 143     | 1 315      | 23 171              |
| Źródło: United States Census Bureau, 17 maja 2007. |               |             |          |            |            |                     |

Na Wyspach Dziewiczych Stanów Zjednoczonych ludność hiszpańska stanowi około 15% ogółu ludności.

### Język hiszpański na Filipinach
Przypadek wysp Filipin, dawnej hiszpańskiej kolonii, jest dość nietypowy, różni się od innych krajów hiszpańskojęzycznych, ponieważ wyspy nie wybiły się na niepodległość w XIX wieku, w czasie rewolucyjnych ruchów niepodległościowych. Wprost przeciwnie, dzięki interwencji amerykańskiej Filipiny zostały kolonią Stanów Zjednoczonych w 1899 roku. Odtąd ich władze prowadziły politykę dehispanizacji kraju i narzucenia języka angielskiego. Mimo że na Filipinach było 10–15% ludności hiszpańskiej (około 900 000 osób) na początku XX wieku i pierwsza konstytucja (z 1899) ustanowiła hiszpański jako język urzędowy, władze amerykańskie stopniowo zwalczały język hiszpański. Po pierwsze Ustawą Nr 190 z 1906 uczyniono angielski językiem urzędowym w sądownictwie, co potwierdzono w 1911 (Ustawa Nr 1427) i w późniejszych dekretach.
W pierwszej dekadzie XX wieku hiszpański został zastąpiony przez angielski jako język wykładowy w szkołach i na uniwersytetach i jako język i polityki i rządu Filipin. Poza tym w wojnie filipińsko-amerykańskiej (1899–1903) zginęło prawie milion Filipińczyków, wielu z nich to metysi, potomkowie rodzin hiszpańskich, zmniejszyło to jeszcze wspólnotę hiszpańskojęzyczną. Szacuje się, że w połowie XX wieku było tylko około 200 000 Filipińczyków używających hiszpańskiego jako język ojczysty. Kolejny wielki spadek znaczenia hiszpańskiego na Filipinach zdarzył się w czasie II wojny światowej, kiedy lotnictwo amerykańskie zbombardowało manilską dzielnicę Intramuros, niszcząc rdzeń kultury hiszpańskiej i języka hiszpańskiego na Filipinach. W czasie tego bombardowania zginęło wiele rodzin hiszpańskojęzycznych Filipińczyków, a te, które przeżyły zostały zmuszone do emigracji, znowu zmniejszając obecność hiszpańskiego na Filipinach.
Dziś języka hiszpańskiego jako ojczystego używa mniej niż 10 000 osób (chociaż ponad 2 miliony używa go jako drugiego lub trzeciego języka). Jednak hiszpański istnieje w formie bardzo widocznej w imionach i nazwiskach, nazwach ulic, miast oraz w niezliczonych wyrazach i wyrażeniach w wielu językach filipińskich (tagalog, iloko, cebuański itd.). Poza tym istnieje kreolski hiszpański nazywany chabacano, w którym mówi prawie pół miliona Filipińczyków, na południu (Zamboanga, Cotabato, Basilan, Puerto Princesa i Davao) i w pewnych dzielnicach Manili i miasta Cebu City. Hiszpański był językiem urzędowym, aż do wejścia w życie Konstytucji z 1973 i obowiązkowym przedmiotem na uniwersytetach, aż do 1987 roku.
Według badań z 1990 tylko 0,01% używa hiszpańskiego jako pierwszego języka (2658 osób). Inne dane mówią o 2 900 000 mówiących po hiszpańsku w 1997 roku (2%) sispain.org. Według „Calendario Atlante de Agostini 1997” użytkowników hiszpańskiego jest 1 816 389, a 1 200 000 używa chabacano (kreolski hiszpański), a w 2006 roku Instytut Cervantesa z Manili i Rada Edukacji Ambasady Hiszpańskiej we współpracy z Filipińską Akademią Języka Hiszpańskiego oszacowały, że po hiszpańsku mówi 3 180 000 osób. Ta wartość zawiera tych, którzy używają hiszpańskiego jako pierwszego, drugiego lub trzeciego języka.
Trzeba zauważyć, że od otwarcia Instytutu Cervantesa w Manili w 1991 roku liczba użytkowników języka hiszpańskiego rośnie. Od 2008 r. język hiszpański odzyskuje status języka urzędowego na Filipinach.
Prezydent Filipin, Gloria Macapagal-Arroyo zwróciła się do rządu Hiszpanii, z ideą współpracy w tymże właśnie języku, jako języku urzędowym. Oznaczało to zatwierdzenie go w 2008 r. Po czym Instytut Cervantesa w Manili zwrócił się do rządu filipińskiego o ponowne nauczanie języka hiszpańskiego jako języka urzędowego w programie nauczania uczniów w szkole publicznej. Obecnie, według Instytutu Cervantesa, co najmniej 20 492 osób uczy się j. hiszpańskiego w kraju, a ich liczba stale wzrasta.

### Język hiszpański w Brazylii
W Brazylii, gdzie prawie cała ludność mówi po portugalsku, hiszpański jest obecnie drugim językiem obcym najczęściej nauczanym po angielskim. W ostatnich latach Brazylia zmniejszyła swoje związki handlowe ze Stanami Zjednoczonymi, a zwiększyła je ze swoimi sąsiadami z Hispanoameryki (głównie krajami z Mercosur) i z Hiszpanią, w związku z tym położyła szczególny nacisk na promocję języka hiszpańskiego w kraju. To, że w Brazylii (jedynej w Ameryce) mówi się po portugalsku, jest jedyną przeszkodą na drodze do roli mocarstwa regionalnego i objęcia niepodważalnego przywództwa na kontynencie południowoamerykańskim. 6 sierpnia 2005 prezydent Lula ustanowił prawo, zatwierdzone przez Kongres (znane jako „ley del español” – prawo hiszpańskiego), nad którym pracowano od 1991, które zobowiązało wszystkie ośrodki nauczania drugiego stopnia (szkoły średnie) kraju do nauczania języka hiszpańskiego, chociaż nadal jest przedmiotem do wyboru przez uczniów. Fakt sąsiadowania z krajami hiszpańskojęzycznymi wzbudził wielkie zainteresowanie wśród Brazylijczyków do nauki. W ciągu dekady 50 milionów Brazylijczyków będzie mogło biegle mówić po hiszpańsku, w ciągu kolejnej dekady liczba ta przekroczy sto milionów .
W rzeczywistości język hiszpański był znany w Brazylii, był językiem obecnych stanów Santa Catarina i Rio Grande do Sul, kiedy te terytoria należały do Hiszpanii (później zmieniły przynależność na rzecz Portugalii w zamian za Gwineę Równikową – Traktat z San Ildefonso).

### Język hiszpański w Europie

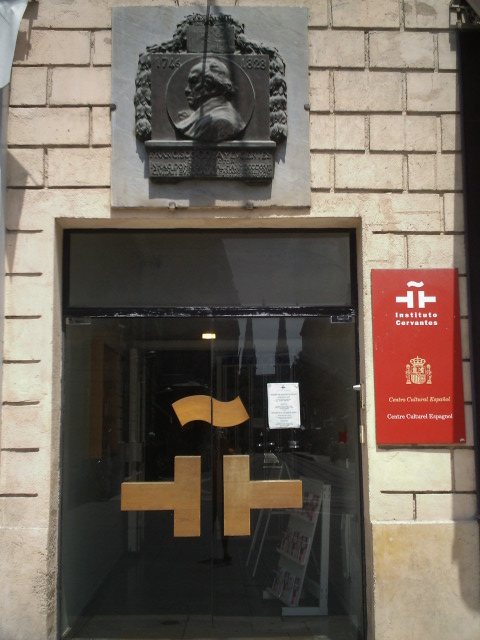
Instytut Cervantesa w Bordeaux

Według danych Eurobarometru (24/02/2006), w Unii Europejskiej 25 państw 15% ludności używa hiszpańskiego jako języka ojczystego lub obcego. Jako że ludność Unii Europejskiej 25 państw wynosiła 461,5 miliona, więc ponad 69 milionów Europejczyków mówiło wtedy po hiszpańsku. W tym samym czasie 51% mówiło po angielsku, 32% po niemiecku, a 26% po francusku.
We Francji 2 miliony uczniów uczy się hiszpańskiego, 1 milion w Wielkiej Brytanii i we Włoszech oraz 0,5 miliona w Niemczech. Hiszpański jest coraz bardziej popularny w Skandynawii i Europie Centralnej, jak podaje Instytut Cervantesa. W sumie ponad 3,5 miliona Europejczyków uczy się hiszpańskiego poza Hiszpanią (chodzi o UE 25 państw).
Według Eurobarometru w Hiszpanii język kastylijski jest językiem ojczystym 89% ludności; kataloński – 9%; galicyjski – 5%; baskijski – 1%. 3% mieszkańców Hiszpanii uważa za język ojczysty inną mowę (1% to jakiś język UE, a 2% to język spoza Unii).
Interesujące są inicjatywy w Szwecji i Finlandii, realizowane przez telewizję z konkursem na czele, którego nagrodą jest miesięczny kurs hiszpańskiego w Hiszpanii; z wielkim sukcesem pokazuje się użyteczność i prostotę tego języka.
Hiszpański jest pierwszym językiem ojczystym w Andorze, przed katalońskim i francuskim. Watykan używa hiszpańskiego w mediach i dokumentach urzędowych. Poza tym jest drugim językiem Gibraltaru.

### Język hiszpański w Kanadzie
W 2001 r. hiszpański był na 7 miejscu w Kanadzie z ponad 245 500 użytkownikami . Wzrost liczby użytkowników wynosi 14% rocznie. Szacunki dotyczące całkowitej liczby ludności hiszpańskiej z 24 czerwca 2006 wynoszą 480 715 osób . Kanada jest jednym z krajów, w których liczba użytkowników języka hiszpańskiego rośnie najszybciej. W prowincjach Ontario, Quebec, Kolumbia Brytyjska i Alberta mieszka prawie 85% ludności hiszpańskiej Kanady. W wielkich miastach, jak Toronto, Montreal, Vancouver, Ottawa, Calgary i Edmonton można dość łatwo usłyszeć hiszpański na ulicy. Diario El Popular z Toronto i Canadá Hoy (Kanada Dziś) z Vancouver głównymi hiszpańskimi dziennikami Kanady; istnieją inne jak El Correo Canadiense (Kurier Kanadyjski) w Toronto i El Mensajero (Goniec) w Gatineau, które ukazują się co tydzień. Można tu odbierać różne hiszpańskojęzyczne kanały telewizyjne: TV Chile i TV Azteca poprzez Videotron. Audycje po hiszpańsku w Międzynarodowym Radiu Kanada są codzienne.

### Język hiszpański w Maroku
W Maroku najważniejszymi miejscami, gdzie używa się hiszpańskiego, są Casablanca, Rabat, Tanger, Tetuan, An-Nazur, Al-Araisz, Al-Husajma i Agadir.
Zainteresowanie nauką hiszpańskiego jest bardzo duże, jest tutaj aż 5 Instytutów Cervantesa. Według szacunków Instytutu Cervantesa ok. 7 mln ludzi uczy się tutaj jęz. hiszpańskiego.

### Język hiszpański w innych krajach
W Belize nie jest językiem urzędowym, chociaż jest językiem ojczystym około 50% ludności i jest używany jako drugi język przez kolejne 20%. Mimo że hiszpański ma największą liczbę użytkowników, językiem urzędowym nie jest, tę pozycję utrzymuje nadal jedynie angielski. Badanie z 2000 wykazało 180 170 ludności posługującej się hiszpańskim, z czego 106 795 jako językiem ojczystym.
Regionami Ameryki, w których język hiszpański praktycznie się nie rozwija są: kraje Małych Antyli (z wyjątkiem Trynidadu i Tobago, Aruby i Antyli Holenderskich), Gujana, Grenlandia i Bermudy.
Chociaż na terytorium brytyjskim Gibraltaru hiszpański nie posiada statusu języka urzędowego, jest znany przez większą część ludności, chociaż jego użycie jest mniej popularne od angielskiego.
W innych krajach znaczenie języka hiszpańskiego również rośnie, jest używany przez znaczną, a czasem większą część ludności na Arubie (85%), Curaçao (65%) i Bonaire (35% w przybliżeniu), St. Maarten, Haiti, Jamajka i Trynidad i Tobago. Małe mniejszości hiszpańskie istnieją na Saharze Zachodniej (na terytorium kontrolowanym przez Front Polisario) i wśród wspólnot sefardyjskich w Maroku, Izraelu i na Bałkanach (Albania, Bośnia i Hercegowina, Bułgaria, Chorwacja, Grecja, Macedonia, Czarnogóra, Serbia i europejska część Turcji).
Oprócz wspomnianych miast kanadyjskich istnieją jeszcze liczne wspólnoty hiszpańskie w Port-au-Prince, Sydney, Melbourne, Brisbane, Perth, Adelaide, Kingston, Wellington i Auckland. Niektóre miasta Stanów Zjednoczonych posiadają 100% ludności hiszpańskojęzycznej, np.: Calexico, Yuma, Laredo, McAllen, Brownsville i El Paso.
W Australii spis z 2001 wykazał 93 593 osób hiszpańskojęzycznych, a na Nowej Zelandii – 14 676. Mniejszości hiszpańskie występują też na Hawajach, Guamie, Samoa Amerykańskich i innych posiadłościach amerykańskich na Pacyfiku. Jest językiem urzędowym Wyspy Wielkanocnej (Chile), Archipelagu Juan Fernandez (Chile) i Wysp Galapagos (Ekwador).

## Status języka hiszpańskiego w organizacjach międzynarodowych
Język kastylijski jest także językiem urzędowym sześciu ważnych organizacji międzynarodowych:
- Organizacja Narodów Zjednoczonych
- Organizacja Państw Iberoamerykańskich
- Południowoamerykańska Wspólnota Narodów
- Organizacja Państw Amerykańskich
- Unia Europejska
- Unia Łacińska

Język hiszpański jest jednym z trzech wielkich języków międzynarodowych w organizmach międzynarodowych (obok angielskiego i francuskiego), będąc językiem urzędowym lub roboczym w większej części organizmów światowych: Organizacja Narodów Zjednoczonych, UNESCO, Światowa Organizacja Handlu, Interpol, FIFA, Światowa Organizacja Własności Intelektualnej, Międzynarodowa Organizacja Pracy, Światowa Organizacja Turystyki, Światowa Organizacja Meteorologiczna, Międzynarodowy Związek Telekomunikacyjny, Organizacja do spraw Wyżywienia i Rolnictwa i innych.